# Pilobolus (театр)
Pilobolus (рус. «Пило́болус») — американская труппа современного танца, основанная в 1971 году преподавателем хореографии Дартмутского колледжа Элисон Чейз (бывшей художественным руководителем компании со дня её основания и вплоть до 2006 года) и небольшой группой её студентов, среди которых были Мозес Пендлтон, Бобби Барнет, Джонатан Уокен и Ли Харрис. В 1973 году к ним присоединилась Марта Кларк. В 1974 году вместо ушедшего Харриса в труппу был принят Майкл Трейси. Кларк покинула «Пилоболус» в 1978, Пендлтон — в 1983-м (1990-м?), после чего основал собственную компанию «Момикс». 
Название труппы было предложено Джонатаном, который слышал от своего отца, биофизика Джерома Уокена о роде грибов, распространяющих свои споры на большое расстояние.  
В ноябре 1977 года артисты дебютировали на Бродвее, в театре Сент-Джеймс, сразу после чего были названы критиком еженедельника «Нью-Йоркер» Арлин  Кроче «самой экстраординарной шестёркой ныне выступающих артистов». 
Долгое время базировались в Новой Англии, в городке Вашингтон (штат Коннектикут), имея представительские офисы в Нью-Йорке и в Бельгии. 
В 2007 году танцовщики «Пилоболуса» участвовали в церемонии вручения премии «Оскар», представив с помощью театра теней «фрагменты» из номинированных фильмов — для чего к постоянному составу из семи танцовщиков прибавилось ещё пять. Этот небольшой фрагмент, поставленный Робби Барнетом, затем привёл к созданию полноценного спектакля «Страна теней». 

## Спектакли
Артисты труппы используют приёмы кинетического искусства, нестандартные техники движения и танца, при создании спектаклей активно пользуются техникой импровизации. 
- 1999 — «Отбор» (A Selection), спектакль, созданный в сотрудничестве с художником Морисом Сендаком и писателем и режиссёром Артуром Йоринксом[англ.], посвящён теме Холокоста и рассказывает историю несостоявшийся любви юноши и девушки, депортируемых в лагерь вместе с их семьями.
- 2008[уточнить] — «Страна теней» (Shadowland)

## Признание
- 1999 — премия Сэмюэла Скриппса[англ.] / ADF за достижения в области современного танца.
- Национальный фонд искусства Коннектикута освободил труппу от уплаты налогов.